# Riccardo (cardinal, 1058)
Riccardo  est un cardinal de l'Église catholique. 

## Biographie
Gioavnni est créé cardinal-prêtre le 14 mars  1058 par Étienne IX. 